# David Loebsack
David Wayne Loebsack (Sioux City, 23 dicembre 1952) è un politico e insegnante statunitense, membro della Camera dei Rappresentanti per lo stato dell'Iowa dal 2007 al 2021.

## Biografia
Laureato in scienze politiche all'Università della California, Davis, Loebsack lavorò come insegnante e nel 2006 si candidò al Congresso come sfidante del deputato repubblicano Jim Leach, in carica da vent'anni.
Loebsack riuscì a vincere con uno strettissimo margine di voti (poco meno di 6 000) e approdò alla Camera, rivelandosi subito un politico molto liberale.
Nel 2008 si ricandidò e dovette affrontare la dottoressa Mariannette Miller-Meeks, che batté con facilità (57% dei voti contro 39%). Due anni dopo la Miller-Meeks lo sfidò di nuovo, ma fu sconfitta per la seconda volta, sebbene con un distacco più modesto (51% a 46%). Loebsack affrontò la Miller-Meeks una terza volta nel 2014, superandola anche in tale occasione.
Nel 2020 Loebsack annunciò la propria intenzione di non ricandidarsi per un ulteriore mandato e lasciò la Camera dopo quattordici anni di permanenza.
Durante la sua permanenza al Congresso, Loebsack fu membro del Congressional Progressive Caucus.